# Bound Together Anarchist Collective Bookstore
Bound Together Anarchist Collective Bookstore – anarchistyczna księgarnia w dzielnicy Haight-Ashbury w San Francisco prowadzona w formie spółdzielni.

## Opis
Księgarnia znajduje się na ulicy Haight Street 1369. Została założona w 1976 i działała na rogu Hayes St. i Ashbury St. do 1983 roku. Wśród pierwszych członków byli Richard Tetenbaum i Joey Cain. W latach 1976–83 została ona nazwana „Bound Together Bookstore”, a następnie przyjęła oficjalną nazwę „Bound Together: Anarchist Collective Bookstore”. Bok sklepu ozdobiony jest muralem zatytułowanym Anarchiści obu Ameryk. Renowacja muralu została przeprowadzona 1 listopada 2006.
W swoim przeglądzie „Lonely Planet” z 2016, komentując liczne inicjatywy, stwierdza, że księgarski kolektyw „sprawia, że narzędzia państwa wyglądają jak bezradne”. Członkowie kolektywu rozpoczęli Projekt Literatury Więźniarskiej, który od 2016 wysyła książki do osób uwięzionych od ponad 30 lat. Koordynuje on coroczne Targi Książki Anarchistycznej Bay Area.